# 习仲勋陵园
习仲勋陵园，是中国共产党政治人物习仲勋的墓地以及爱国主义教育基地，总面积约10万平方米，位于中华人民共和国陝西省富平县陶艺村。首建于2005年5月24日，时值习仲勋逝世3周年。
中华人民共和国成立以后，习仲勋曾经担任中共中央政治局委员、中共中央书记处书记、国务院副总理兼秘书长、全国人大常委会副委员长等重要职务，被视为邓小平主政时期的中共八大元老之一。习仲勋次子是现任中共中央总书记习近平。

## 简介
习仲勋骨灰于2005年5月24日由北京市八宝山革命公墓遷至此陵安葬。
陵园剛建成時占地约8亩，面向东南，有习仲勋石雕像一尊。
2012年，习仲勋次子习近平准备出任中国共产党中央委员会总书记，成为中共第五代领导集体的最高领导人时，当地政府大规模扩建习仲勋陵园，工程於2015年9月完工。擴建後，习仲勋陵园总占地面积约10万平方米，其中场馆1200平方米。
園內有一座石碑，上刻毛泽东的话：『党的利益在第一位』。。此外墓園內還有習仲勛的雕像。
为防止上访者在墓前散发传单或自杀，警察在園區入口戒备，一般人必须接受查看身份证和身体过检才能入内。